# Сити (раса)
Вижте пояснителната страница за други значения на Сити.
Тази статия се занимава с измислената раса сити (от англ. дума Sith). Сити може също да означава град (от англ. дума City)
Ситите са както раса, така и тъмен орден на силоизползващи от света на Междузвездни войни.
Първоначално ситите били местният разумен вид на планетата Корибан, за много хилядолетия останала неоткрита от Републиката. На външен вид неговите представители били кокалести насекомоподобни хуманоиди с червена кожа. Обществото им било кастово, като най-ниско в него стояли робите. След тях идвали работниците, после воините, известни още като масаси, а най-високо стояла кастата на магьосниците. Ситските магьосници можели да използват Тъмната страна на Силата, като изпълнявали сложни заклинания и ритуали, въпреки че техните умения били много по-ограничени и необработени от тези на джедаите.
По време на Тъмния Век на Корибан дошли джедаи-изгнаници, отлъчени от джедайския орден заради тяхното увлечение към Тъмната страна на Силата. Натрапниците бързо покорили примитивните сити със своите умения в Силата, придобили почти богоподобен статус на Корибан и се нарекли ситски лордове. Скоро те започнали завоевателни походи из Непознатите Региони на Галактиката и завземали все нови и нови планети, образувайки Ситската Империя. Докато мощта на тъмните джедаи растяла, те постепенно се претопявали с местните сити с помощта на ситска алхимия и след векове с прозвището „сит“ били наричани не само местните жители на Корибан, а и техните тъмни властелини. По време на Първата Ситска Империя голяма част от ситите се разселили и на планетата Зиост, столица на Първата Ситска Империя. Владетелят на империята носел титлата Тъмен Лорд на Ситите, който управлявал с помощта на по-нисши по ранг ситски лордове. През властването на Тъмния лорд Нага Садоу той също изпробвал ситски алхимични техники върху своите войни масаси, правейки ги още по-едри, кръвожадни и покорни на волята му. Тези мутирали масаси останали да пазят храмовете на Явин-4, където по-късно били открити и поробени от Екзар Кун.
С течение на времето древната ситска раса напълно изчезнала и „сит“ означавало вече не биологичен вид, а последовател на ситските учения.